# Enrico Mazzanti
Enrico Mazzanti (Firenze, 5 aprile 1850 – Firenze, 3 settembre 1910) è stato un ingegnere e disegnatore italiano, illustratore della prima edizione in volume di Pinocchio.

## Biografia
Dopo aver conseguito la laurea in ingegneria edile, si applicò al disegno per l'editoria realizzando apparati iconografici per volumi scientifici e letterari ma specializzandosi soprattutto in illustrazioni per l'infanzia.
Il suo nome è legato alla prima edizione in volume de Le avventure di Pinocchio. Storia di un burattino di Collodi, pubblicato nel 1883 dalla Libreria Editrice Felice Paggi di Firenze. Il successo delle sue vignette fu enorme al punto che furono richieste anche per alcune delle prime edizioni straniere: Stati Uniti (1898, insieme a Magni), Spagna (Bemporad, 1901, con il titolo di Pinoncito), Francia (1902, con il titolo Les aventures de Pinocchio, histoire d'une marionette, ancora insieme a Magni).

La collaborazione con Collodi che era iniziata fin dal 1876 con I racconti delle fate, opera prima dello scrittore fiorentino, proseguì negli anni successivi ancora per i tipi dell'editore Paggi con Macchiette (1884), Storie allegre, libro per i ragazzi (1887) e una riedizione con nuove illustrazioni de I racconti delle fate (1887), e poi con Bemporad che pubblicò La lanterna magica di Giannettino (1890) e rieditò per la terza volta I racconti delle fate (1892).
Illustrò alcuni dei testi di Emma Perodi, la scrittrice e giornalista che diresse per molti anni il “Giornale dei bambini”.
Illustrò i testi di numerosi altri scrittori per l'infanzia e lavorò per alcune delle principali case editrici italiane, a Firenze per Giuseppe Ferroni, per Sansoni, per Felice Paggi libraio-editore, per Bemporad e Le Monnier; a Torino per Paravia.

## Opere

### Pubblicazioni illustrate

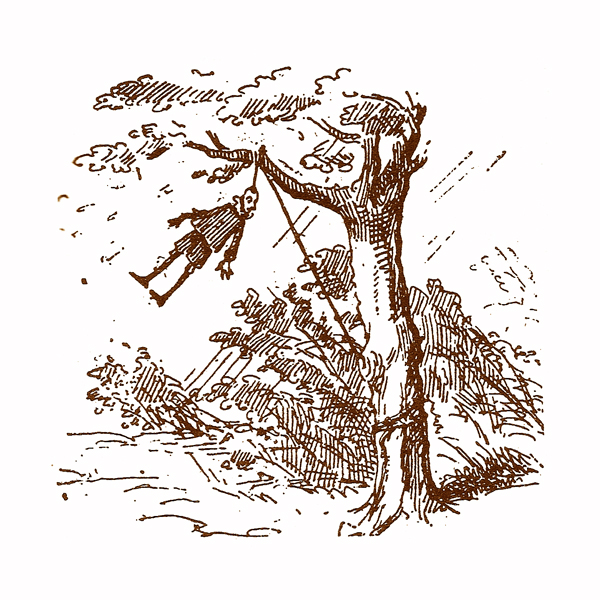
Illustrazione per l'edizione originale de Le avventure di Pinocchio (1883), Capitolo XV: Pinocchio impiccato alla quercia grande.

- Giuseppe Chiarini, Letture di storia patria composte da Giuseppe Chiarini, con illustrazioni di E. Mazzanti, Firenze, G. C. Sansoni, s.d.
- Enrico Mazzanti, Quindici capolavori di scultura nel Museo nazionale di Napoli, S.l., S.n., 19..
- Riccardo Mazzanti e Torquato Del Lungo, Raccolta delle migliori fabbriche antiche e moderne di Firenze disegnate e descritte da Riccardo ed Enrico Mazzanti e Torquato del Lungo, Firenze, Giuseppe Ferroni Editore, 1876
- Ouida, A Dog of Flanders and Other Stories, Londra, Chapman & Hall, 1872
- Carlo Collodi, I racconti delle fate, voltati in italiano da C. Collodi, Firenze, F. Paggi, 1876, 2. ed. Firenze, Paggi, 1887 e 3. ed. novamente illustrata da E. Mazzanti, Firenze, Bemporad & figlio, 1892
- Carlo Collodi, Le avventure di Pinocchio. Storia di un burattino, illustrata da E. Mazzanti, Felice Paggi Libraio-Editore, 1883
- Augusto Alfani, Ernestino e il suo nonno, libro di lettura, per le classi elementari superiori, 2. ed. con correzioni ed aggiunte, illustrata da E. Mazzanti, Firenze, Felice Paggi libraio-editore, 1884
- Carlo Collodi, Macchiette, 2. ed. illustrata da E. Mazzanti, Firenze, Felice Paggi, 1884
- Rosalia Piatti, Racconti per le giovanette, illustratore Enrico Mazzanti, 2. ed. con incisioni, Firenze, Successori Le Monnier, 1884
- Gustavo Milani, La chimica in famiglia, con cinquanta disegni originali di E. Mazzanti, Firenze, Succ. Le Monnier Edit., 1886
- Emma Perodi, Cuoricino ben fatto, libro di lettura per le scuole e le famiglie, illustrazioni di Enrico Mazzanti, Firenze, Felice Paggi, 1886
- Felicita Morandi, Il giornale d'Adele, libro di lettura e di premio, illustrazioni di E. Mazzanti, Milano, P. Carrara, stampa 1886
- Carlo Collodi, Storie allegre, libro per i ragazzi, illustrato da E. Mazzanti, Firenze, F. Paggi, 1887
- Emma Perodi, Nel canto del fuoco, l'omino di pasta, libro per la fanciullezza, illustrazioni di Enrico Mazzanti, Milano, Enrico Trevisini (Nuova biblioteca educativa ed istruttiva per le scuole 115), 1887
- Augusto Vittorio Vecchi, Racconti di mare e di guerra di Sindbad Al Bahari, illustrati da Enrico Mazzanti, Firenze, Paggi, 1887 e 1892
- Ida Baccini, Il libro del mio bambino, libro di lettura per le prime classi elementari, 3. ed. riv. e corretta, illustrata da E. Mazzanti, Firenze, F. Paggi Torino e G. B. Paravia, 1888
- Giambattista Basile, Fate benefiche, racconti per i bambini, libera versione di G. L. Ferri con illustrazioni di E. Mazzanti, Firenze, F. Paggi, 1889
- Pietro Thouar, Racconti popolari, nuova ed., illustrata da E. Mazzanti, Firenze, F. Paggi, 1889 e successiva edizione ancora illustrata da E. Mazzanti, Firenze, R. Bemporad e Figlio Cessionari Della Libr. Edit. Felice Paggi, 1893
- Augusto Vittorio Vecchi, Racconti, fiabe e fantasie, libro utile e dilettevole per ragazzi, illustrato da Enrico Mazzanti, Firenze, F. Paggi, 1889
- Carlo Collodi, La lanterna magica di Giannettino, libro per i giovanetti, illustrato da E. Mazzanti, Firenze, R. Bemporad & figlio, 1890
- Emma Perodi, I bambini delle diverse nazioni a casa loro, con 31 vignette appositamente disegnate da Enrico Mazzanti, Firenze, Roberto Bemporad e Figlio, 1890
- Ulisse Grifoni, Dalla Terra alle stelle, viaggio meraviglioso di due italiani ed un francese, con illustrazioni di E. Mazzanti e di L. Edel, 5. rist., Roma, Edoardo Perino, 1890
- Contessa Lara, Una famiglia di topi, romanzo per i fanciulli illustrato da Enrico Mazzanti, Firenze, R. Bemporad & figlio, 1891
- Tommaso Catani, I primi passi d'Ugo, 2. ed. illustrata da E. Mazzanti, Firenze, Libreria Chiesi, 1892
- Maria Savi-Lopez, In Riva al Mare. Libro pei ragazzi, con illustrazioni di E. Mazzanti, Firenze, R. Bemporad e Figlio, Cessionari Della Libr. Edit. Felice Paggi, 1892
- Luigi Capuana, Il raccontafiabe, seguito al "C'era una volta....", con disegni di Enrico Mazzanti e Eugenio Cecconi, copertina in cromolitografia di Vittorio Corcors, Firenze, R. Bemporad & figlio, pref. 1893 e successiva ed. 1894
- Tommaso Catani, Gite, appunti di viaggio per i ragazzi, con illustrazioni di E. Mazzanti, Firenze, Libreria Chiesi, 1893, contiene: In cerca di cavallette, Una corsa da Firenze a S. Remo, Sottoterra, Larderello, Alle sorgenti dell'Arno, Il sasso di lupo, Valdelsa, Da Z ad H
- Carlo Collodi, Pinocchio adventures in wonderland. Translated from the italian. With an introduction by Hezekiah Butterworth. Illustrated [by Enrico Mazzanti and Giuseppe Magni]. Boston Jordan, March & Co. 1898, (prima edizione USA)
- Angiolo Pardini, Cento nuovi racconti per le classi elementari, con vignette di E. Mazzanti, Firenze, Bemporad, 1898
- Carlo Collodi, Les aventures de Pinocchio, histoire d'une marionette, illustre par E. Mazzanti et G. Magni traduction autorisee d'apres la dix-septieme edition italienne par Emilio Tramelan, L.A. Voumard, 1902, (prima edizione francese)
- Tommaso Catani, Ugo e Paolino, con vignette di Carlo Chiostri, E. Mazzanti e G. Ducci, 3. ed, Firenze, Tipografia Barbera, 1906